# Bothriochloa macra
Bothriochloa macra (svenskt nylatinskt uttal IPA /bɔtriˈɔklɔa ˈmakra/) är en gräsart endemisk till Nya Holland.

## Beskrivning
Bothriochloa macraär flerårig. Den är 40–80 centimeter hög. Strået är purpurrött.

## Utbredning och systematik

### Utbredning
Bothriochloa macra är endemisk till Nya Holland (fastlandsdelen av kontinenten Australien). Det finns i delstaterna Nya Sydwales, Sydaustralien, Queensland och Victoria.

### Underarter
Inga underarter finns listade i Catalogue of Life.

### Besläktade arter och högre taxa
Bothriochloa macra ingår i släktet Bothriochloa och familjen gräs.

## Ekologi

### Biotop
Geranium solanderi växer på Australiens naturliga gräsängar (grasslands) och i gles skog.

## Forsknings‑ och nomenklaturhistoria
Bothriochloa macra beskrevs först av Ernst Gottlieb von Steudel, och fick sitt nu gällande namn av Stanley Thatcher Blake.

## Artnamnets och trivialnamnens etymologier

### Vetenskapligaartnamnetsetymologi
Släktnamnet kommer av grekiska bothrion (liten grop) och chloe (ung grönska, gräs). Namnet har givits på grund av detaljer i anatomin. Artepitetet är latinets macra (maskulinum macer), som betyder ”tunn”, ”mager”.

### Trivialnamn
Arten saknar svenskt trivialnamn. Engelska trivialnamn är red leg grass och red grass Det engelska trivialnamnet syftar på stråets färg.